# Stepan Fjodorowitsch Apraxin

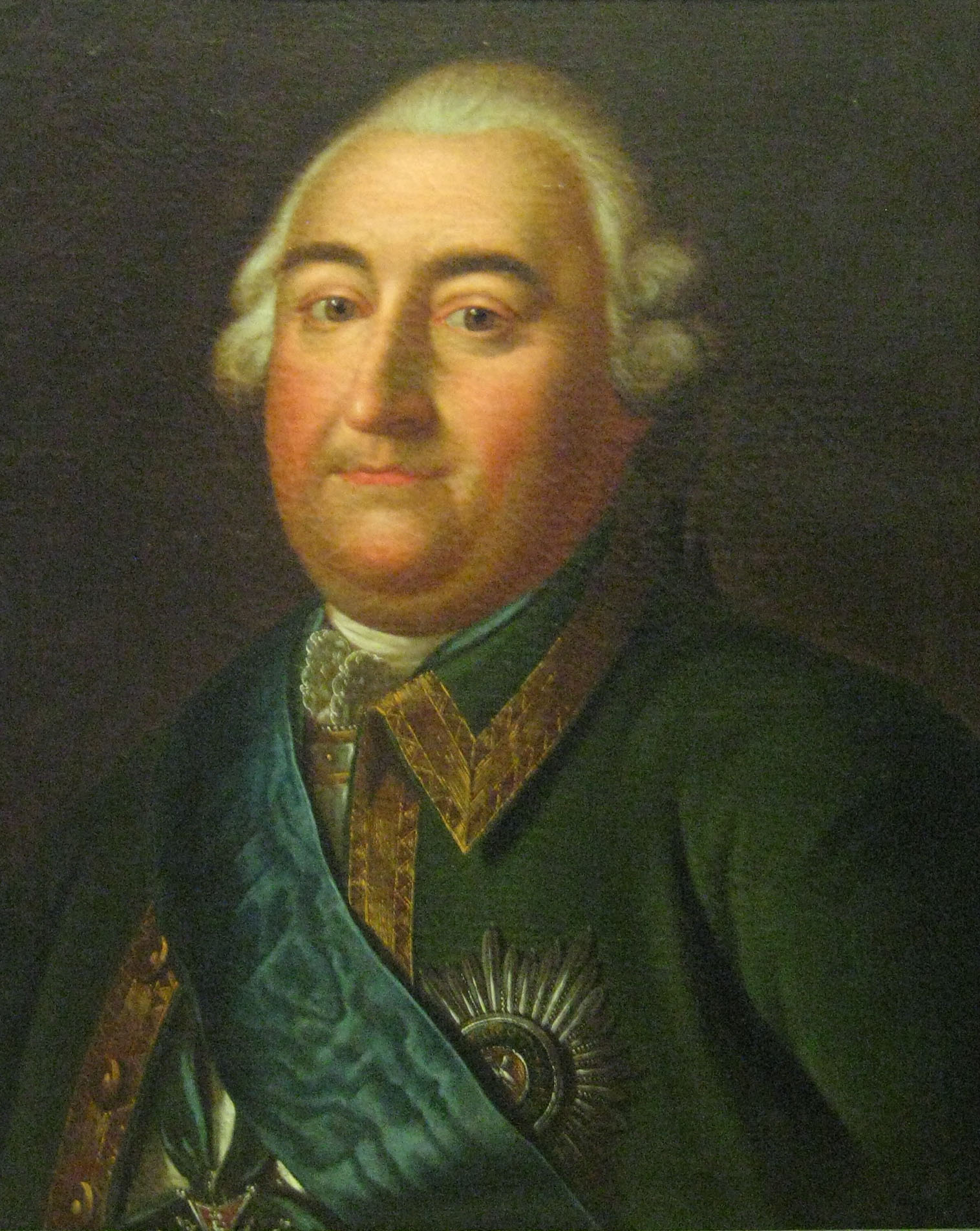
Stepan Fjodorowitsch Apraxin

Graf Stepan Fjodorowitsch Apraxin (russisch Степан Фёдорович Апраксин, wiss. Transliteration Stepan Fëdorovič Apraksin; * 30. Julijul. / 10. August 1702greg.; † 6. Augustjul. / 17. August 1758greg. in Sankt Petersburg) war ein Feldmarschall der russischen Armee.

## Leben
Graf Apraxin war der Sohn von Generaladmiral Fjodor M. Apraxin, der unter Zar Peter I. sowohl im Großen Nordischen Krieg (1700–1721) als auch im Krieg gegen Persien (1722–1723) wichtige Flottenkommandos geführt hatte. Er trat 1718 in ein Garde-Regiment der russischen Armee ein und machte 1737 bis 1739 den Krieg gegen das Osmanische Reich unter dem Kommando von Feldmarschall Burkhard Christoph von Münnich mit. Dabei stieg er 1739 zum Generalmajor auf.
Bei Ausbruch des Siebenjährigen Krieges stieg er 1756 selbst zum Feldmarschall auf und erhielt das Kommando über die 88.000 Mann starke Operationsarmee, die dazu vorgesehen war, Ostpreußen zu erobern. Die Ernennung verdankte er seinem Verwandten A.G. Rasumowski, einem Liebhaber Kaiserin Elisabeths. Dazu war vorgesehen, das preußische Deckungskorps zu umfassen und aufzureiben, indem man mit drei Kolonnen vordrang. Die Hauptarmee sollte von Kowno/Grodno aus direkt auf Königsberg vorstoßen, während sie nördlich durch das Korps Fermor Unterstützung finden sollte. Gleichzeitig hatte ein Kavalleriekorps nach Pommern vorzudringen, um die rückwärtigen Verbindungen der Preußen zu unterbrechen. Als der Vormarsch im Mai 1757 schließlich begann, stellte sich jedoch heraus, dass die Kavallerie durch die ausgedehnten Wälder nicht so schnell vorwärts kam wie erwartet. So rückten die russischen Truppen Ende Juni frontal über die preußische Grenze.
Am 5. Juli wurde die Festung Memel erobert und am 13. August vereinigten sich die russischen Kolonnen bei Insterburg. Da sich die Versorgungslage der Armee verschlechterte, die nach Krankheiten und Desertion nur noch 55.000 Mann zählte, beschloss Apraxin, unverzüglich nach Königsberg vorzustoßen. Mit der Einnahme dieser Festung und ihrem großen Hafen würde die Versorgung seiner Armee auf dem Seeweg ermöglicht werden. Am 23. August brachen die russischen Truppen auf und überschritten den Pregel. Die lediglich 24.000 Mann zählende preußische Armee unter General Johann von Lehwaldt musste die Einnahme Königsberg unbedingt verhindern und griff Apraxin am 30. August an (→ Schlacht bei Groß-Jägersdorf). Obwohl die russischen Truppen („ohne eigenes Verdienst“) siegten, nutzte Apraxin seinen Vorteil nicht aus. Er lagerte eine Woche auf dem Schlachtfeld, um seine Truppen zu ordnen, und entschied sich anschließend für einen Rückzug auf Tilsit. Die Truppenstärke sank dennoch auf 30.000–40.000 Mann herab, so dass Apraxin den Rückzug bis in den Raum Tauroggen in Livland fortsetzte.
Die russische Armee hatte im Feldzug von 1757 trotz einer deutlichen numerischen Überlegenheit und einer gewonnenen Schlacht keine dauerhaften Erfolge vorzuweisen und so stand bald der Verdacht von Verrat im Raum. Apraxin wurde daher am 1. November 1757 von seinem Kommando entbunden, in St. Petersburg inhaftiert und angeklagt. Noch vor dem Abschluss der Untersuchung verstarb er am 28. August 1758 im Gefängnis an einem Herzanfall. Zur gleichen Zeit hatte die russische Armee unter Apraxins Nachfolger Wilhelm von Fermor neben Ostpreußen auch Thorn und Elbing besetzt, war an die Oder vorgestoßen und hatte eine Schlacht (→ Schlacht bei Zorndorf) gegen die preußische Hauptarmee unter Friedrich II. geschlagen.

## Apraxin in der Beurteilung
Apraxin selbst rechtfertigte seinen Rückzug mit den anhaltenden Versorgungsproblemen seiner Truppen, einem Argument, das die Untersuchungen des Historikers John Keep zum Feldzug von 1757 unterstützen. Der DDR-Historikers Olaf Groehler vermutete, dass Apraxin in Korrespondenz mit dem Reichskanzler A.P. Bestuschew gestanden habe, der bei einem erwarteten Ableben der Kaiserin die Armee Apraxins für einen Staatsstreich zugunsten Katharinas, der Gemahlin des Thronfolgers Peter III., zur Hand haben wollte. Keep wandte ein, dass Apraxin zwar mit dem Thronfolger-Paar korrespondierte, dass weitergehende Vorwürfe jedoch nicht bewiesen werden konnten. Zudem erkrankte  Kaiserin Elisabeth erst nachdem die Armee sich an die Memel abgesetzt hatte.
Apraxin galt als „schwerfälliger und weichlicher Mann“, der „moralischen Schwäche und Genußsucht“ und einen „extravaganten Lebensstil“ pflegte. So rückten in seinem Gefolge 120 Diener und 250 Pferde in Ostpreußen ein, für die er im April 1757 zusätzliche 15.000 Rubel beantragte und auch erhielt. Zu bemerken ist jedoch, dass auch sein Nachfolger Fermor ihm in nichts nachstand.